# Ариевский сельсовет
Ариевский сельсовет — муниципальное образование в Дуванском районе Башкортостана.
Согласно «Закону о границах, статусе и административных центрах муниципальных образований в Республике Башкортостан» имеет статус сельского поселения.
Административный центр — село Ариево. Адрес администрации: 452539, Республика Башкортостан, Дуванский район, с. Ариево, Школьная ул., д. 29

## Население
| 2002  | 2010  | 2012  | 2013  | 2014  | 2015  | 2016  |
| ----- | ----- | ----- | ----- | ----- | ----- | ----- |
| 1229  | ↗1296 | ↘1277 | ↗1303 | ↗1318 | ↘1306 | ↗1313 |
| 2017  |       |       |       |       |       |       |
| ↘1298 |       |       |       |       |       |       |

## Населённые пункты
- д. Ариево,
- д. Верхнее Абсалямово,
- д. Каракулево,
- д. Маржангулово,
- д. Мулькатово,
- д. Нижнее Абсалямово.

## История
В предвоенные годы прошлого столетия входил в состав Мечетлинского района.